# Zlatna Serija
Zlatna Serija je bilo strip izdanje koja je izlazilo na prostoru bivše Jugoslavije, a izdavač je bio Dnevnik iz Novog Sada. Prvi broj stripa izašao je 15. siječnja  1968. godine i koštao je 2 nova dinara. Iako je na naslovnici prvog broja bio Tex Willer, naslov Četiri obračuna odnosio se na epizodu u kojoj je glavni junak bio Billy Mac Gregor, a onda je slijedila epizoda Jane Arden, te Tex Willer u epizodi Sudija kolt.
Izdanja su izlazila do 1992. godine, zaključno s brojem 1103. U početku su svesci Zlatne Serije izlazili jednom pa dva puta mjesečno, da bi se poslije par godina dinamika izlaženja stabilizirala na jedan svezak tjedno, koji se obično pojavljivao četvrtkom ili petkom.

## Tiraža
Po jednom izvodu prosječna tiraža po svesci Zlatne Serije bio između 50.000-80.000, kao i da je za pojedine sveske dosegla i do 200.000. Po drugom izvoru, prvih nekoliko godina, tiraža Zlatne Serije bile su oko 30.000 svezaka nedeljeno, ali su kasnije dosezali i do 150.000.

## Junaci Zlatne Serije
Iako je Zlatna Serija započela s epizodom Texa Willera, u prvih pedesetak brojeva dominirali su nepoznati kaubojski stripovi, kao što su Bill Adams ili tada Mali rendžer, koji prestaje izlaziti u broju 84 (objavljeno ukupno 8 epizoda) i "seli" se u Lunov Magnus Strip u kome je jedno vrijeme bio najpopularniji strip zajedno s Velikim Blekom.
Komandant Mark počinje izlaziti u Zlatnoj Seriji tek od broja 85, dok je najpopularniji junak izdanja -- Zagor u prvih 246 brojeva izlazio sporadično (izašlo je ukupno 8 epizoda) da bi tek od broja 247 (Gvozdena pesnica) iz 1975. godine počeo izlaziti redovito, smjenjujući se s Texom Willerom, a potom i s Komandantom Markom.

### Stalni junaci
- Tex Willer (1968. do kraja)
- Zagor (1968. do kraja)
- Komandant Mark (1971. do kraja)
- Kapetan Miki (1979. do kraja)

### Povremeni junaci
- Mali rendžer (1969. – 1971.)
- Priče s Divljeg zapada (1970. – 1975.)
- Tim i Dusty (1968. – 1975.)

## Urednici
Sve do 207. broja Zlatne Serije i stotog broja Lunovog Magnus Stripa za ove izdanja se navodio samo odgovorni urednik (Mitar Milošević do 78. broja Zlatne serije i 29. broja Lunovog Magnus Stripa, a nakon njega Dušan Stanojev, uz informaciju da brojeve uređuje kolegij). Nakon toga kao urednici izdanja navode se Sreten Drašković, Milica Korošec, Dušan Stanojev i Olivera Kovačević.

## Dnevnikov pokušaj obnavljanja Zlatne Serije
S obnovom Zlatne Serije pokušalo se 1996. godine (isto kao i sa Strip zabavnikom i LMS). Izašlo je pet brojeva, kao i dva specijalna broja Zlatne Serije – klasici u stripu. Urednica je bila Mirjana Zamurović.

## Novo izdanje
Novo izdanje Zlatne Serije pokrenula je izdavačka kuća Veseli četvrtak u veljači 2018. godine. U prvom broju ponovo je bio Tex Willer s epizodom Ranč slobode. Planirano je da svaki broj bude izdan s dvije odvojene naslovnice: novom, koja se razlikuje od stare i starom (sa žutom trakom sa strane), koje će se moći naručiti isključivo poštom. Cijena prvog broja iznosila je 350 dinara (2,9 €).

## Poveznice
- Lunov Magnus Strip